# Hisham Tawfiq
Hisham Tawfiq (New York, 17 maggio 1970) è un attore statunitense.

## Biografia
Ha iniziato a coltivare la passione per la recitazione quando alle superiori lesse un racconto di Maya Angelou intitolato "I Know Why The Caged Byrd Sings". Studia recitazione presso la Negro Ensemble Company, nota per aver formato attori del calibro di Denzel Washington e Ossie Davis e con la acting coach Susan Batson. Tra il 1994 e il 1996 presta servizio nei Marines e in seguito lavora come guardia al penitenziario di Sing Sing. Prima di essere attore a tempo pieno, è stato anche vigile del fuoco per il New York City Fire Department. L'attore è comparso anche nel ruolo del vigile del fuoco Vestry nella serie Law & Order: Unità Vittime Speciali, nel corso della nona stagione, nel biennio 2007-2008.

## Filmografia parziale

### Cinema
- Notorious (2009)
- Dead Man Down - Il sapore della vendetta (2013)

### Televisione
- Law & Order: Special Victims Unit - Serie TV episodi 9x09, 9x18 (2007–2008)
- Kings (2009)
- Law & Order: Criminal Intent (2010)
- Lights Out (2011)
- 30 Rock (2012)
- Golden Boy (2013)
- Ironside (2013)
- The Blacklist (2013-2023)
- The Equalizer (2024 , st. 4 ep. 2)

## Doppiatori italiani
Nelle versioni in italiano delle opere in cui ha recitato, Hisham Tawfiq è stato doppiato da:
- Marco Panzanaro in Law & Order: Criminal Intent
- Raffaele Proietti in The Blacklist
- Andrea Lavagnino in Found